# Маттеи, Лоренцо Джироламо
Лоренцо Джироламо Маттеи (итал. Lorenzo Girolamo Mattei; 28 мая 1748, Рим, Папская область — 24 июля 1833, там же) — итальянский куриальный кардинал, доктор обоих прав. Титулярный латинский патриарх Антиохии с 27 сентября 1822 по 15 апреля 1833. Кардинал-священник с 15 апреля 1833.